# Вращательные составляющие движений грунта
Вращательные составляющие движений грунта связаны с изменением естественного уклона земной поверхности вследствие распространения сейсмических волн. Землетрясения вызывают три поступательных (два горизонтальных и одно вертикальное) и три вращательных (два качательных и одно крутильное) движения земной поверхности. Чтобы изучить природу сильных движений грунта, сейсмологи и инженеры-сейсмологи размещают акселерометры и сейсмометры вблизи активных разломов на поверхности земли, чтобы регистрировать поступательные движения при сотрясении грунта. Затем соответствующие вращательные движения оцениваются по градиенту зарегистрированных поступательных движений грунта. В последнее время лазерные гироскопы использовалось для обнаружения вращательных движений поверхности земли и непосредственного измерения амплитуды вращательных составляющих сильных движений земли.
Возбуждение из-за поступательных составляющих учитывается исключительно при проектировании устойчивых к землетрясениям конструкций, а влияние вращательных составляющих сильных движений грунта обычно игнорируется. Однако последние данные показали, что отношение амплитуды вращательных составляющих к поступательным на близких расстояниях от разлома может быть значительно больше, чем ожидалось. Это наблюдение привело к привлечению внимания к теоретическим исследованиям эффектов ближнего поля вращательной нагрузки при землетрясении на реакцию конструкции. Вращательные составляющие могут приводить к значительным повреждениям конструкций, чувствительных к высокочастотным возмущениям, и, следовательно, их влияние необходимо учитывать в сейсмических нормах. Впервые новые сейсмические параметры были предложены Фаламарз-Шейхабади и др. (2016) для оценки влияния вращательного возбуждения на сейсмический отклик конструкций.